# Philodina citrina
Philodina citrina is een raderdiertjessoort uit de familie Philodinidae. De wetenschappelijke naam van deze soort is voor het eerst geldig gepubliceerd in 1830 door Ehrenberg.